# 卢卡·阿加门诺尼
卢卡·阿加门诺尼（義大利語：Luca Agamennoni，1980年8月8日—），意大利男子赛艇运动员。他曾代表意大利参加2004年、2008年、2012年和2016年夏季奥林匹克运动会赛艇比赛，共获得一枚银牌和一枚铜牌。